# Adolf Köppe
Adolf Köppe (* 10. Oktober 1874 in Fischbeck, Sachsen-Anhalt; † 20. November 1956 in Norden, Ostfriesland) war ein deutscher Landwirt, Tierzüchter und Verbandsfunktionär. 

## Leben
Adolf Köppe war das einzige Kind des Ackergutsbesitzer Johann Köppe und seiner Ehefrau. Er erwarb den Realschulabschluss in Jerichow und besuchte anschließend die Landwirtschaftsschule in Erfurt. Sein ausgezeichnetes Abschlusszeugnis berechtigte ihn zum Eintritt in die Universität Halle ab 1891/92. Unter anderem besuchte er Vorlesungen über Tierzuchtlehre bei Professor Julius Kühn.
1900 übernahm er die Leitung des elterlichen Betriebs. In Sachsen-Anhalt war schon 1876 unter Mitwirkung von Johann Köppe eine Rinderzuchtgenossenschaft gegründet worden. Dort engagierte sich Adolf Köppe sowohl auf Ausstellungen, wo er beispielsweise auf der Verbandsausstellung 1904 die Siegerkuh stellte, als auch schon bald als Vorsitzender der Genossenschaft. Auf der DLG-Ausstellung 1914 war Sachsen-Anhalt das führende Zuchtgebiet.
Während des Ersten Weltkriegs wurde Köppe eingezogen und seine Frau leitete den landwirtschaftlichen Betrieb. 1921 wurde er zum Tierzuchtdirektor des Vereins Ostfriesischer Stammviehzüchter gewählt. Er wählte zum Erreichen seiner Ziele neue Wege. Um das von ihm definierte Zuchtziel der Erhöhung des Fettgehalts der Milch von 3 % auf 5 % zu erreichen, ließ er die Zuchtauswahl der Vatertiere wissenschaftlich begleiten. Mehr als zwanzig Dissertationen brachten hier neue Erkenntnisse. Zur Fortbildung der Züchter organisierte er Studienreisen bis in die USA und zur Erhöhung von deren Erlösen wurden Tierschauen und Auktionen veranstaltet. Schon in den 1920er Jahren gab es im ostfriesischen Zuchtgebiet Kühe mit einer Leistung von bis zu 50 kg Milch täglich.
Für planmäßige, wissenschaftlich gesteuerte Zuchtversuche wurde ein „Zentralstall“ mit angegliedertem Hof gepachtet. Auch wurden auf seine Veranlassung aus anderen in- und ausländischen Zuchtgebieten schon damals die besten Tiere importiert. 1938 traten mehrere andere Zuchtverbände dem Verein Ostfriesischer Stammviehzüchter bei. Köppe trug dazu bei, dass das damals in Ostfriesland vorherrschende Rotbunte Niederungsrind von den leistungsstärkeren Schwarzbunten zurückgedrängt wurde.
Die 1927 von der Stadt Leer erbauten Markthallen, für welche diese den Kapitaldienst nicht aufbringen konnte, erwarb er gegen viele Bedenken für den VOST. Während der Zeit des Nationalsozialismus durfte er kurzzeitig nicht an staatlichen Körungen teilnehmen aufgrund einer Verurteilung durch ein Sondergericht für Kriegswirtschaftsverbrechen. Auch nach Ende des Zweiten Weltkriegs blieb er trotz seines Alters im Amt.
Köppe war zweimal verheiratet und wurde seinem eigenen Wunsch entsprechend nach seinem Tod in Fischbeck begraben.
Er ist Namensgeber der 1956 gestifteten Adolf-Köppe-Nadel der Deutschen Gesellschaft für Züchtungskunde e.V., welche in seinem Gedenken an Persönlichkeiten verliehen wird, die sich auf dem Gebiet der praktischen Tierzucht besondere Verdienste erworben haben.

## Ehrungen
- Silberne und Goldene Max-Eyth-Denkmünze der Deutschen Landwirtschafts-Gesellschaft
- Goldene Hermann-von-Nathusius-Medaille der Deutschen Gesellschaft für Züchtungskunde
- Medaille der Albrecht-Thaer Gesellschaft
- Ehrenbürger der Landwirtschaftlichen Hochschule Berlin
- Ehrenbürger der Tierärztlichen Hochschule Hannover
- Albrecht-Daniel-Thaer-Medaille der Universität Göttingen
- Ehrendoktor der Universität Halle-Wittenberg
- Bundesverdienstkreuz Steckkreuz (1952)
- Ehrenmitglied des Vereins Ostfriesischer Stammviehzüchter
- Ehrenmitglied der Herdbuchgesellschaft Sachsen-Anhalt
- Zu seinen Ehren wurde von der Deutschen Gesellschaft für Züchtungskunde die Adolf-Köppe-Nadel gestiftet.[2]

Posthum wurde
- die Adolf-Köppe-Straße in Krummhörn ist nach ihm benannt
- der Adolf-Köppe Gedächtnispreis wird vom VOST jährlich an den Züchter des besten Bullen verliehen